# 羅梅羅夫角
羅梅羅夫角（英語：Romerof Head）是南極洲的海岬，位於南喬治亞島入口處西部，處於施利珀灣入口處西部，名稱可追溯至1912年，現時由英國海外領土管轄。